# Paulo Roberto Beloto
Dom Paulo Roberto Beloto (Adamantina, 9 de abril de 1957) é um Bispo católico brasileiro.

## Biografia
Dom Paulo nasceu em 1957, em Adamantina/SP. Recebeu a ordenação presbiteral em 1986, e exerceu o ministério em diversas paróquias da diocese de Marília (SP), onde também foi vigário episcopal e reitor do seminário. Possui mestrado em Teologia e Estudos Bíblicos, e fez a capacitação para orientadores de Exercícios Espirituais, no Centro de Espiritualidade Inaciana de Itaici (SP) e no Centro Teresiano de Espiritualidade, de São Roque (SP). 
Em 16 de novembro de 2005, foi nomeado pelo Papa Bento XVI como bispo da Diocese de Formosa e em 4 de fevereiro de 2006 foi ordenado bispo e tomou posse em 19 de fevereiro de 2006. No Regional Centro-Oeste da CNBB, dom Paulo é o bispo referencial para os presbíteros e a Pastoral Vocacional.
Dom Paulo Roberto Beloto estudou Filosofia no Seminário Bom Jesus, em Aparecida (SP) e Teologia, na Faculdade Nossa Senhora da Assunção, em São Paulo.
A cadeira de bispo da diocese de Franca está vazia desde novembro do ano passado, quando Dom Pedro Luiz Stringhini foi transferido para Mogi das Cruzes (SP). A partir deste período, as funções administrativas da igreja foram assumidas pelo Monsenhor José Geral Segantin.
Com a renúncia do Papa Bento XVI, em fevereiro, o período de escolha dos bispos precisou ser prorrogado, até que o novo pontífice, o Papa Francisco oficializasse os novos nomes - o primeiro brasileiro a ser nomeado foi Dom Moacir Silva, arcebispo de Ribeirão Preto (SP)..
Em 23 de outubro de 2013 foi nomeado bispo da diocese de Franca pelo Papa Francisco. A sua entrada foi em 15 de dezembro de 2013.